# جد كا رع
جد كا رع أسيس (بالإنجليزية: Djedkare Isesi)‏، و(باليونانية: تانخيريس)، هو الملك الثامن من ملوك الأسرة الخامسة. وقد أتى أسيس بعد الملك من كاو رع الذي أرسل حملة إلى شبه جزيرة سيناء. كان عصر أسيس كان عصرًا حافلاً بالأعمال العظيمة، وقد أحضر قزما من نوع نادر من بلاد بونت، وأرسل حملة إلى سيناء. ويذكر أن بتاح حتب صاحب الأمثال المشهورة التي تعد من أقدم ما وصل من حكم المصريين، كان مربى الملك أسيس. وقد التمس الحكيم من الملك أسيس ان يقوم إبنه بنفس وظيفته وأجابه الملك إلى طلبه وقد مكث أسيس ما يقرب من 28 سنة على العرش.